# Oltradige-Bassa Atesina

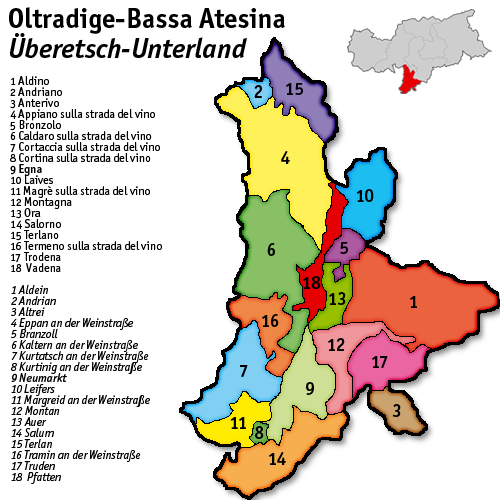

El comprensorio surtirolés de Oltradige-Bassa Atesina (en alemán Bezirksgemeinschaft Überetsch-Unterland o Überetsch-Südtiroler Unterland) se compone de 18 municipios del Oltradige (en alemán Überetsch) y de la Bassa Atesina (en alemán Unterland).
El número de habitantes ascendía a 63.918 (en 2003), la superficie es de 424 km². La capital del comprensorio es Egna/Neumarkt.
Varios municipios del comprensorio presentan una mayoría de hablantes de italiano.
El comprensorio es un importante centro vitivinícola, que produce vinos de renombre como 
el Caldaro (Kaltern). Aquí se sitúa la Strada del Vino (en alemán Weinstraße), una ruta que recorre las principales áreas viticultoras de la región.

## Municipios
El comprensorio de Oltradige-Bassa Atesina/Überetsch-Unterland consta de 18 municipios:
1. Aldino - Aldein
2. Andriano - Andrian
3. Anterivo - Altrei
4. Appiano sulla Strada del Vino - Eppan an der Weinstraße
5. Bronzolo - Branzoll
6. Caldaro sulla Strada del Vino - Kaltern an der Weinstraße
7. Cortaccia sulla Strada del Vino - Kurtatsch an der Weinstraße
8. Cortina sulla Strada del Vino - Kurtinig an der Weinstraße
9. Egna - Neumarkt
10. Laives - Leifers
11. Magrè sulla Strada del Vino - Margreid an der Weinstraße
12. Montagna - Montan
13. Ora - Auer
14. Salorno - Salurn
15. Terlano - Terlan
16. Termeno sulla Strada del Vino - Tramin an der Weinstraße
17. Trodena - Truden
18. Vadena - Pfatten